# Região Autônoma do Sul do Sudão (1972–1983)
Região Autônoma do Sul do Sudão foi uma região autônoma que existiu no sul do Sudão entre 1972 e 1983. Foi estabelecida em 28 de fevereiro de 1972 pelo Acordo de Adis Abeba que encerrou a Primeira Guerra Civil Sudanesa. A região foi abolida em 5 de junho de 1983 pelo governo do presidente sudanês Gaafar Nimeiry. A revogação da autonomia do sul foi uma das causas da Segunda Guerra Civil Sudanesa, que continuaria até janeiro de 2005, quando a autonomia do sul foi restaurada.